# Antoni Tołkaczewski
Antoni Andrzej Tołkaczewski (* 19. Dezember 1933 in Warschau; † 8. September 2021 in Breslau) war ein polnischer Schwimmer.

## Karriere
Antoni Tołkaczewski war mehrfacher polnischer Meister über 100 (1952, 1954–1956), 200 (1952, 1953, 1955, 1956) und 400 Meter Freistil (1955, 1956). Bei den Olympischen Spielen 1952 belegte er im Staffelwettkampf über 4 × 200 m Freistil mit dem polnischen Quartett den 12. Platz.